# Orsi Trattori
Orsi war ein italienisches Familienunternehmen zur Landmaschinen- und Traktorenherstellung.

## Unternehmensgeschichte
Das Unternehmen wurde 1881 in Tortona in der Provinz Alessandria in der Region Piemont in Norditalien von Pietro Orsi gegründet. Sein Sohn Giuseppe trat 1901 in das Geschäft ein und übernahm es schließlich. Unter seiner Führung wurden bereits 120 Arbeiter beschäftigt, die jährlich etwa 60 Dreschmaschinen und 15 dampfgetriebene Lokomobilen bauten. Giuseppe Orsis Sohn studierte Ingenieurwissenschaften am Politecnico di Torino in Turin und konstruierte nach Abschluss seines Studiums im Jahre 1931 die ersten Traktoren.
Orsi Trattori entwickelte sich in der Folgezeit erfolgreich, wenn auch nie die Größe der Konkurrenten wie etwa Landini erreicht wurde. In den 1950er-Jahren hielt das Unternehmen zu lange am Glühkopfmotor fest, und später fehlten die Mittel für eine Produktionsumstellung, sodass es am 2. Juli 1964 schließen musste.

## Modelle
Die Orsi Traktoren hatten alle liegende wassergekühlte Glühkopfmotoren.

### Orsi 35
Die ersten Traktoren hießen Orsi 35 oder auch 32 CV und wurden ab 1931 gebaut. Sie hatten – dem Stil der Zeit entsprechend – Eisenräder und eine seitlich angebrachte Riemenscheibe. Das Getriebe hatte 3 Vorwärtsgänge und einen Rückwärtsgang. Insgesamt entstanden 54 Stück.

### Orsi 35-40
1933 löste der Orsi 35-40 seinen Vorgänger in der Produktion ab. Er hatte eine vergrößerte Kühlerfläche, eine andere Gangschaltung und eine etwas höhere Leistung als sein Vorgänger. Bis 1934 wurden 18 Stück gebaut.

### Orsi HP 40 Super
Der Orsi 40 Super wurde ab 1934 gebaut, bis zur kriegsbedingten vorübergehenden Einstellung der Produktion 1943 entstanden 617 Stück. Die Motorleistung war erneut erhöht worden, ansonsten glich das Fahrzeug im Wesentlichen seinem Vorgänger. 1936 kostete ein neuer Orsi HP40 Super 32.500 Lire.

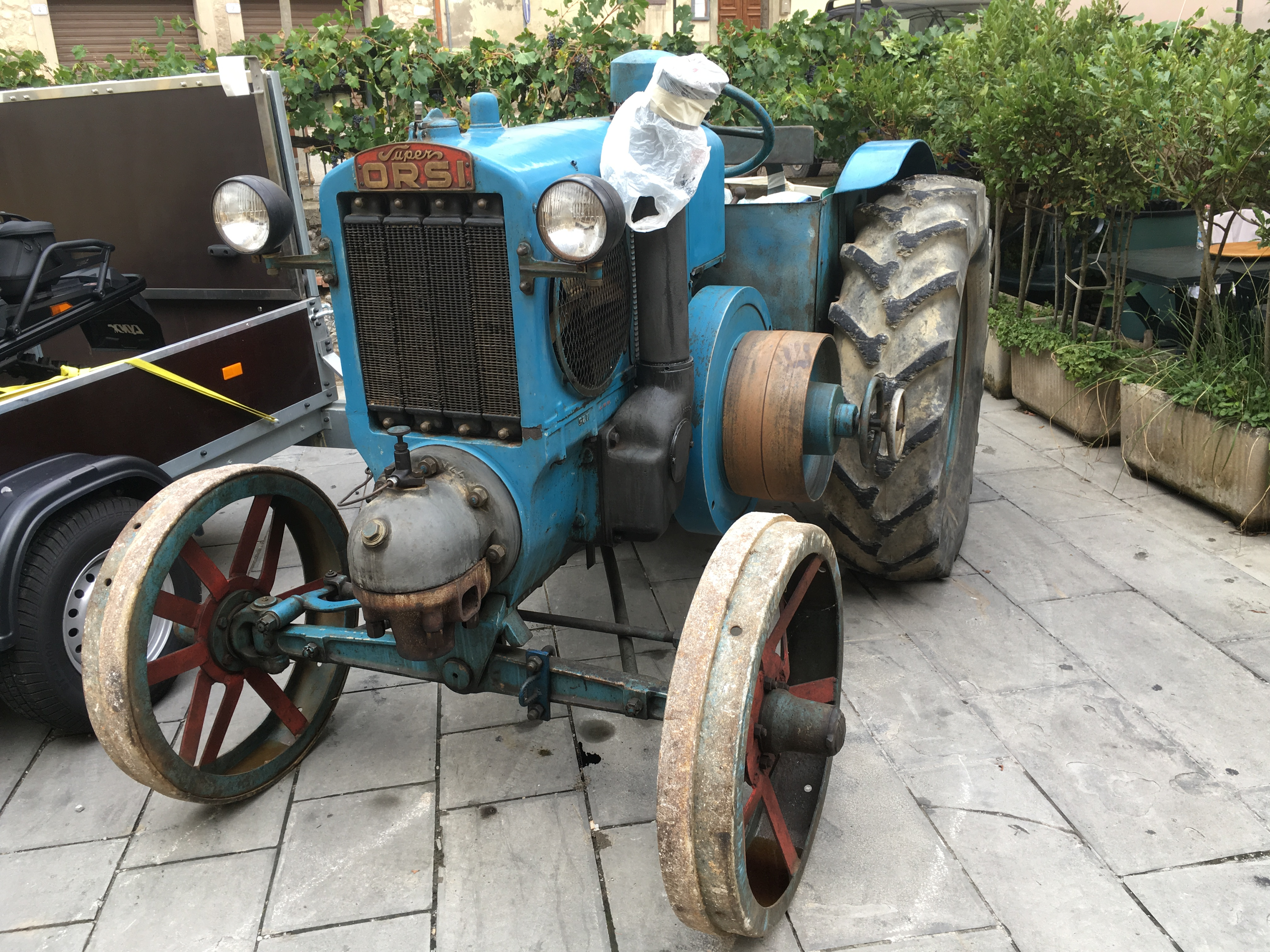
"Super Orsi" Traktor, aufgenommen Sept.2016 in Italien

### Orsi Super 50
Der Orsi Super 50 wurde als großer Bruder des Typs 40 von 1940 bis 1950 gebaut, insgesamt entstanden 265 Stück.

### Orsi Artiglio
Der Orsi Artiglio, gebaut ab 1939 bis 1956, rundete das Traktorenprogramm nach unten ab. Nach einer Zählung waren 321 Traktoren des Typs Artiglio am 31. Dezember 1951 in Italien zugelassen, weitere 134 folgten in den nächsten Jahren, sodass man die Zahl der gebauten auf etwa 500 schätzen kann.

### Orsi Super 75
Die Existenz dieses Typs ist rätselhaft: Er wird im veröffentlichten Schrifttum nicht erwähnt, lediglich in deutschen Erhebungen über die Traktorenproduktion in Norditalien ist verzeichnet, dass 15 Stück dieses Typs 1944 gebaut wurden. Ob es sich hier um eine Verwechselung mit dem Super 50 handelt oder ob es ein speziell unter deutscher Besatzung entwickelter Typ war, an den sich heute niemand erinnern will, ist offen. Folgt man der Typenbezeichnung, so hätte der Motor 75 PS gehabt – weitere Daten sind nicht zu ermitteln.

### Orsi Super RV
Er erschien 1948, bis 1951 wurden 434 Stück gebaut, die teilweise exportiert wurden. 1951 kostete ein neuer Traktor dieses Typs 2.600.000 Lire.

### Orsi Argo
Der Argo war der Nachfolger des Super 50; 568 Stück wurden von 1950 bis 1959 gebaut. 1952 kostete er neu 2.900.000 Lire, was damals etwa 20.000,– DM entsprach.

### Orsi Anteo

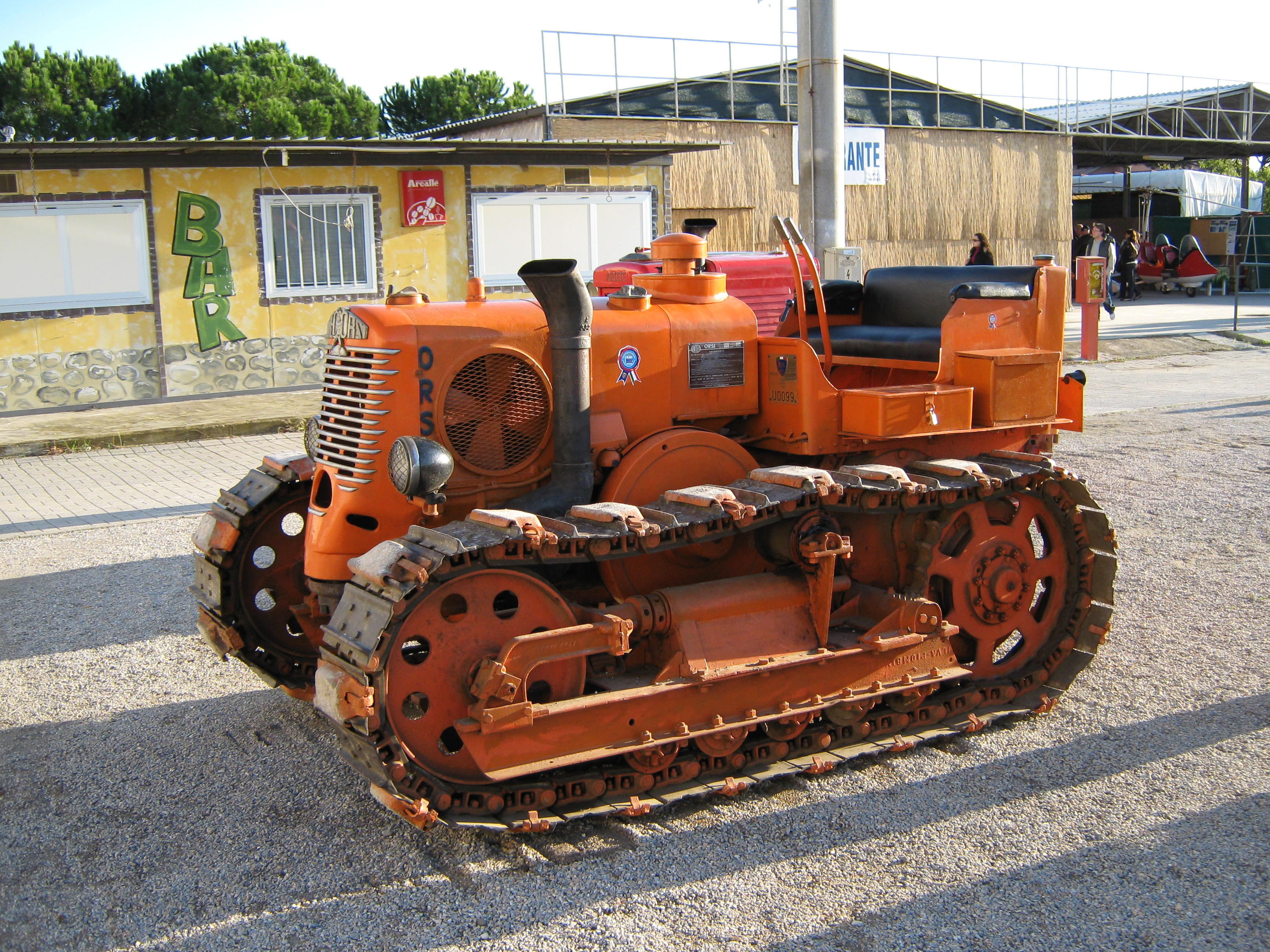
Orsi Anteo, restauriert

Der Orsi Anteo war der einzige von Orsi gebaute Raupenschlepper. Er hatte den Motor des Argo, von 1953 bis 1957 entstanden 113 Stück. 1954 betrug der Neupreis 4.500.000 Lire beziehungsweise etwa 31.000.- DM.

### Orsi Astore
Der Traktor war eine Konstruktion von Ulisse Bubba und sollte wohl den Markt für Kunden erschließen, die einen kleinen Traktor suchten. Indessen befand sich Orsi bereits in großen Schwierigkeiten, und es wurden lediglich 50 Stück gebaut.

### Orsi O 25
Der Traktor erschien 1956 und hatte den Motor des Orsi Astore. In den folgenden Jahren wurden 141 Stück in Italien zugelassen.

### Orsi O 35
Der Traktor erschien 1959 und hatte den leicht vergrößerten Motor des Orsi O 25. Bis 1961 wurden 18 Stück in Italien zugelassen.

## Technische Daten
Die oben genannten Fahrzeugtypen hatten folgende technischen Daten:
| Typ      | Fahrgestell | Baujahr   | Gewicht(kg) | Motor    | Zylinder | Bohrung/Hub | cm³    | PS/min    |
| -------- | ----------- | --------- | ----------- | -------- | -------- | ----------- | ------ | --------- |
| 35       | Rad         | 1931–1933 | 3200        | Glühkopf | 1        | 225/260     | 10.340 | 32/560    |
| 35-40    | Rad         | 1933–1934 | 3200        | Glühkopf | 1        | 225/260     | 10.340 | 35–40/550 |
| 40 Super | Rad         | 1934–1943 | 3200        | Glühkopf | 1        | 225/260     | 10.340 | 40–45/570 |
| Super 50 | Rad         | 1940–1950 | 3700        | Glühkopf | 1        | 235/260     | 11.277 | 50/600    |
| Artiglio | Rad         | 1939–1956 | 2800        | Glühkopf | 1        | 200/230     | 7222   | 30–35/750 |
| Super RV | Rad         | 1948–1951 | 3280        | Glühkopf | 1        | 225/260     | 10.430 | 45–48/670 |
| Argo     | Rad         | 1950–1959 | 3400        | Glühkopf | 1        | 235/260     | 11.277 | 50–55/650 |
| Anteo    | Raupe       | 1953–1957 | 5900        | Glühkopf | 1        | 235/260     | 11.277 | 50–55/650 |
| Astore   | Rad         | 1954–1956 | 1750        | Glühkopf | 1        | 175/200     | 4800   | 25/850    |
| O 25     | Rad         | 1956      |             | Glühkopf | 1        | 175/200     | 4800   | 25–30/880 |
| O 35     | Rad         | 1959      |             | Glühkopf | 1        | 185/200     | 5373   | 35/ .     |